# Semanopterus calabyi
Semanopterus calabyi är en skalbaggsart som beskrevs av Phillip B. Carne 1957. Semanopterus calabyi ingår i släktet Semanopterus och familjen Dynastidae. Inga underarter finns listade i Catalogue of Life.